# Абу Мухаммад I
Абу Мухаммад I Абдаллах ібн Абу Хамму Муса (араб. أبو محمد عبد الله الأول بن أبي حمو موسى الثاني; д/н — після 1401) — 13-й султан Держави Заянідів в 1399—1401 роках.

## Життєпис
Син султана Абу Хамму II. За правління свого брата Абу Заяна II 1398 року був призначений намісником Алжиру. 1399 року повстав проти брата. На його бік перейшли племена Центрального Магрибу. Невдовзі захопив Тлемсен. Втім Абу Заян II продовжив боротьбу на сході.
1401 року проти нього виступило мариіндське військо, яке перемогло та повалило Абу Мухаммада I. Новим султаном став його брат Абу Абдаллах I. Поваленого султана відправили в заслання до Марокко, його подальша доля невідома.